# Belmont-de-la-Loire
Belmont-de-la-Loire è un comune francese di 1 552 abitanti situato nel dipartimento della Loira della regione dell'Alvernia-Rodano-Alpi.

## Società

### Evoluzione demografica
Abitanti censiti